# Фудбалска репрезентација Бермуда
Фудбалска репрезентација Бермуда (енгл. Bermuda national football team) је фудбалски тим који представља Бермуде на међународним такмичењима под контролом Фудбалског савеза Бермуда који се налази у оквиру Карипске фудбалске уније и КОНКАКАФ-а. Такође је члан ФИФА.
Бермуди су били другопласирани на турниру Панамеричких игара 1967. године, изгубивши у финалу од Мексика.
Бермуди су своју прву победу на домаћем терену за три године, прву на овом нивоу за 13 месеци,остварили 16. децембра 2007. године, против Сeнт Китса и Невиса. Резултат је био 4:2 за Бермуде. Победа је остварена другом од два пријатељска меча (након што су у првом мечу изгубили 2:1) у Ст. Китсу 14. децембра).
Након што су победили у утакмици против Доминиканске Републике 24. марта 2019. године, Бермуди су потврдили пласман на Златни куп, свој деби на великом турниру.
Фудбалски савез Бермуда основан је 1928. године и повезан је са Карипским фудбалским савезом (КФУ), КОНКАКАФом и ФИФАом (од 1962) Фудбалска репрезентација Бермуда достигла је највишу позицију на светској ранг листи ФИФА у августу 1993. са 76. местом, у септембру 2011. најнижа позиција је достигнута са 189. местом.

## Такмичарска достигнућа

### Светско првенство
| Светско првенство у фудбалу | Светско првенство у фудбалу | Светско првенство у фудбалу | Светско првенство у фудбалу | Светско првенство у фудбалу | Светско првенство у фудбалу | Светско првенство у фудбалу | Светско првенство у фудбалу | Светско првенство у фудбалу |
| Година                      | Коло                        | Позиција                    | Ута                         | П                           | Н*                          | И                           | ГД                          | ГП                          |
| --------------------------- | --------------------------- | --------------------------- | --------------------------- | --------------------------- | --------------------------- | --------------------------- | --------------------------- | --------------------------- |
| 1930. до 1966.              | Нису учествовали            | Нису учествовали            | Нису учествовали            | Нису учествовали            | Нису учествовали            | Нису учествовали            | Нису учествовали            | Нису учествовали            |
| 1970.                       | Није се квалификовала       | Није се квалификовала       | Није се квалификовала       | Није се квалификовала       | Није се квалификовала       | Није се квалификовала       | Није се квалификовала       | Није се квалификовала       |
| 1974. to 1990.              | Нису учествовали            | Нису учествовали            | Нису учествовали            | Нису учествовали            | Нису учествовали            | Нису учествовали            | Нису учествовали            | Нису учествовали            |
| 1994.                       | Није се квалификовала       | Није се квалификовала       | Није се квалификовала       | Није се квалификовала       | Није се квалификовала       | Није се квалификовала       | Није се квалификовала       | Није се квалификовала       |
| 1998.                       | Повукли се из такмичења     | Повукли се из такмичења     | Повукли се из такмичења     | Повукли се из такмичења     | Повукли се из такмичења     | Повукли се из такмичења     | Повукли се из такмичења     | Повукли се из такмичења     |
| 2002. до 2022.              | Није се квалификовала       | Није се квалификовала       | Није се квалификовала       | Није се квалификовала       | Није се квалификовала       | Није се квалификовала       | Није се квалификовала       | Није се квалификовала       |
| 2026                        | У току                      | У току                      | У току                      | У току                      | У току                      | У току                      | У току                      | У току                      |
| Укупно                      | –                           | 0/22                        | –                           | –                           | –                           | –                           | –                           | –                           |

*Нерешени резултати укључују и утакмице одлучене пеналима

### Острвске игре
| Острвске игре | Острвске игре    | Острвске игре    | Острвске игре    | Острвске игре    | Острвске игре    | Острвске игре    | Острвске игре    | Острвске игре    |
| Година        | Коло             | Позиција         | Ута              | П                | Н*               | И                | ГД               | ГП               |
| ------------- | ---------------- | ---------------- | ---------------- | ---------------- | ---------------- | ---------------- | ---------------- | ---------------- |
| 1989.         | Нису учествовали | Нису учествовали | Нису учествовали | Нису учествовали | Нису учествовали | Нису учествовали | Нису учествовали | Нису учествовали |
| 1991.         | Нису учествовали | Нису учествовали | Нису учествовали | Нису учествовали | Нису учествовали | Нису учествовали | Нису учествовали | Нису учествовали |
| 1993.         | Нису учествовали | Нису учествовали | Нису учествовали | Нису учествовали | Нису учествовали | Нису учествовали | Нису учествовали | Нису учествовали |
| 1995.         | Нису учествовали | Нису учествовали | Нису учествовали | Нису учествовали | Нису учествовали | Нису учествовали | Нису учествовали | Нису учествовали |
| 1997.         | Нису учествовали | Нису учествовали | Нису учествовали | Нису учествовали | Нису учествовали | Нису учествовали | Нису учествовали | Нису учествовали |
| 1999.         | Нису учествовали | Нису учествовали | Нису учествовали | Нису учествовали | Нису учествовали | Нису учествовали | Нису учествовали | Нису учествовали |
| 2001.         | Нису учествовали | Нису учествовали | Нису учествовали | Нису учествовали | Нису учествовали | Нису учествовали | Нису учествовали | Нису учествовали |
| 2003.         | Нису учествовали | Нису учествовали | Нису учествовали | Нису учествовали | Нису учествовали | Нису учествовали | Нису учествовали | Нису учествовали |
| 2005.         | Нису учествовали | Нису учествовали | Нису учествовали | Нису учествовали | Нису учествовали | Нису учествовали | Нису учествовали | Нису учествовали |
| 2007.         | Четврти          | 4.               | 4                | 1                | 0                | 3                | 3                | 5                |
| 2009          | Нису учествовали | Нису учествовали | Нису учествовали | Нису учествовали | Нису учествовали | Нису учествовали | Нису учествовали | Нису учествовали |
| 2011.         | Нису учествовали | Нису учествовали | Нису учествовали | Нису учествовали | Нису учествовали | Нису учествовали | Нису учествовали | Нису учествовали |
| 2013          | Шампиони         | 1.               | 4                | 4                | 0                | 0                | 20               | 0                |
| 2015.         | Нису учествовали | Нису учествовали | Нису учествовали | Нису учествовали | Нису учествовали | Нису учествовали | Нису учествовали | Нису учествовали |
| 2017.         | Нису учествовали | Нису учествовали | Нису учествовали | Нису учествовали | Нису учествовали | Нису учествовали | Нису учествовали | Нису учествовали |
| Укупно        | 1 титула         | 2/15             | 8                | 5                | 0                | 3                | 23               | 5                |